# Sarcophaga zaitzevi
Sarcophaga zaitzevi är en tvåvingeart som beskrevs av Yu. G. Verves 1989. Sarcophaga zaitzevi ingår i släktet Sarcophaga och familjen köttflugor.
Artens utbredningsområde är Sri Lanka. Inga underarter finns listade i Catalogue of Life.